# James Moll

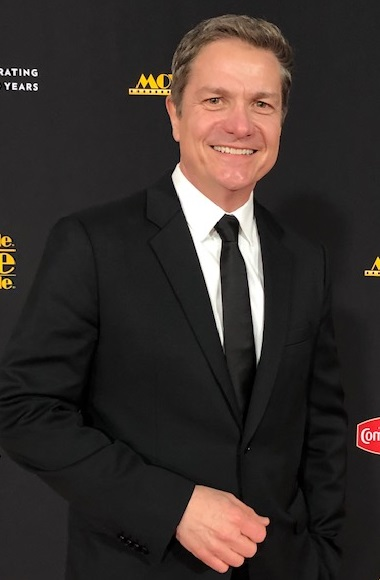
James Moll

James Moll (* 1963 in Allentown, Pennsylvania) ist ein US-amerikanischer Filmregisseur und Filmproduzent, der 1999 für seinen Dokumentarfilm Die letzten Tage mit einem Oscar ausgezeichnet wurde. Der Film thematisiert den Holocaust und die Judenverfolgung im Dritten Reich. Für seine Arbeit wurde Moll außerdem mit zwei Emmys und einem Grammy geehrt.

## Leben
James Moll, der in Allentown in Pennsylvania geboren wurde und in Los Angeles in einem musikalischen Heim aufwuchs und dem eine Karriere als Pianist und Komponist vorschwebte, war Absolvent der Fairfax High School in Los Angeles und studierte 1987 an der USC School of Cinematic Arts. Seine berufliche Laufbahn begann er als Praktikant bei der Filmproduzentin Lauren Shuler Donner. Moll assistierte Donner bei der Realisierung der US-amerikanischen Neuverfilmung der französischen Komödie Die Flüchtigen (Les Fugitifs) von Francis Veber, die im Jahr 1989 unter dem Titel Das Bankentrio (Three Fugitives) erschien und von Shuler Donner produziert wurde.
Der Film Price for Peace (2002), der sich auf das amerikanische Engagement im Pazifikkrieg im Zweiten Weltkrieg konzentriert, wurde von Moll inszeniert und produziert. Running the Sahara, einen abendfüllenden Dokumentarfilm, realisierte Moll 2007 als Regisseur und Produzent. Es geht um drei Männer, die 4.300 Meilen von Senegal nach Ägypten durch die Wüste laufen. Ausführender Produzent war der Schauspieler Matt Damon. Der Film soll auch das Bewusstsein erhöhen, Initiativen für sauberes Wasser in Afrika zu ergreifen.
Molls Produktionsfirma Allentown Productions Inc. verwirklicht vor allem Film- und Fernsehprojekte, die einen geschichtlichen Hintergrund haben. Moll ist Mitglied des Executive Committees der Dokumentarfilm-Abteilung der Academy of Motion Picture Arts and Sciences und Vize-Vorsitzender der Directors Guild of America, die auch für Auszeichnungen von Dokumentarfilmen zuständig ist. Außerdem ist er seit deren Gründung Geschäftsführer der Shoah Foundation, die 1994 von dem US-amerikanischen Regisseur Steven Spielberg gegründet wurde.

## Filmografie (Auswahl)
– wenn nicht anders angegeben, als Produzent –
- 1989: Das Bankentrio (Three Fugitives; als Assistent)
- 1992: Ein Yuppie steht im Wald (Out on a Limb)
- 1996: Survivors of the Holocaust (Dokumentation)
- 1997: The Lost Children of Berlin (Dokumentation)
- 1998: Die letzten Tage (The Last Days; Regie und Schnitt)
- 2000: A Holocaust szemei (Dokumentation)
- 2002: Pamietam (Dokumentation)
- 2002: Broken Silence (dokumentarische Fernseh-Miniserie)
- 2002: Price for Peache (Dokumentation; auch Regie)
- 2003: Burma Bridge Busters (dokumentarischer Fernsehfilm; auch Regie)
- 2004: A Remarkable Promise (Kurzfilm; Regie)
- 2006: Der Mördervater (Inheritance; auch Regie und Schnitt)
- 2007: Running the Sahara (Dokumentation, auch Regie)
- 2010: Murder by Proxy: How America Went Postal (Dokumentation)
- 2011: Foo Fighters: Back and Forth (Dokumentation; auch Regie)
- 2012: Always Faithful (Dokumentation)
- 2014: Farmland (Dokumentation; auch Regie)
- 2017: Obey Giant (Dokumentation; auch Regie)

## Auszeichnungen/Nominierungen
- Gewinner des Primetime Emmy 1996 für bemerkenswerte Informationen in der Filmdokumentation Survivors of the Holocaust. Die Dokumentation gewann außerdem den CableACE Award und einen Amicus Scholarship.
- 1999 wurde James Moll zusammen mit dem Produzenten Kenneth Lipper in der Kategorie „Bester Dokumentarfilm (Langform)“ für den Film Die letzten Tage (The Last Days) mit einem Oscar ausgezeichnet. Der Film wurde außerdem von der American Cinema Editors für einen „Eddie“ nominiert.
- 2003 war Moll Gewinner des „Christopher Awards“  mit Broken Silence.
- Im Jahr 2009 wurde Moll für zwei Emmy Awards für den Film Der Mördervater (Inheritance) nominiert, wovon er einen erringen konnte. Der Film thematisiert das Schicksal von Monika Hertwig-Göth und ihren Kampf, den sie zu führen hatte, da ihr Vater der SS-Hauptsturmführer Amon Göth war. In Steven Spielbergs Film Schindlers Liste wurde Amon Göth von Ralph Fiennes dargestellt und erreichte dadurch internationale Bekanntheit.
- Für drei Folgen der Serie P.O.V. konnte Moll 2009 den „IDA Award“ erringen.
- Für die Musikdokumentation When I Rise (2010) erhielt Moll eine Nominierung der International Documentary Association.
- Der Dokumentarfilm Back and Forth, der der Karriere der Rockband Foo Fighters nachgeht, und von Moll produziert wurde, wurde 2012 mit einem Grammy Awards ausgezeichnet.